# Raul Gil
 (mars 2024).
Le contenu est difficilement compréhensible vu les erreurs de traduction, qui sont peut-être dues à l'utilisation d'un logiciel de traduction automatique.
Pour les articles homonymes, voir Gil.
Raul Gil, né le 27 janvier 1938, à São Paulo, est une importante personnalité de la télévision brésilienne.

## Carrière
Fils d'immigrants espagnols, il était un atelier de radio et de télévision et dit avoir été rejeté 17 fois sur divers programmes de radio et de télévision. Mais dans celui présenté par Hebe Camargo, sponsorisé par la boisson au chocolat Toddy, Calouros Toddy, en 1957, dans l'ancien TV Paulista, il a remporté le concours et a commencé sa carrière réussie, commençant à se produire dans divers lieux: parcs, spectacles, cirques, fêtes, etc. Il a commencé à travailler avec un groupe d'artistes, dont: Manuel de Nóbrega, Adoniran Barbosa, María Teresa et d'autres, qui étaient importants à l'époque. Il a voyagé avec la Caravane du Pérou, dirigée par Silvio Santos. Le 8 décembre du 1960, il a été invité par Sônia Ribeiro à chanter dans son émission. Le 11 du même mois, il a commencé comme chanteur professionnel dans le programme "Alegria dos Bairros" de Geraldo Blota. Au moment où il a commencé à chanter et influencé par ses parents, comme c'était la mode, Raúl aimait chanter boleros.
Et puis elle s'est rendu compte qu'elle aimait aussi l'humour, car elle est toujours une personne de bonne humeur. Et il est facile de faire des imitations. Il a imité de manière convaincante les chanteurs Gregorio Barrios, Vicente Celestino, Cauby Peixoto et les comédiens Amácio Mazzaropi et Ronald Golias. Et c'est ainsi qu'il est devenu présentateur de programmes, ajoutant ces fonctionnalités. En 1967, José Vasconcelos, qui était présentateur d'une émission sur TV Excelsior, abandonna et Raúl le remplaça juste à temps, en lançant le programme Raul Gil Room. En 1973, il signa avec RecordTV et créa le programme Raul Gil, qui passa ensuite à Bandeirantes, Tupi, TV Rio et Manchete. Son émission de style traditionnel a été diffusée sur tous les principaux réseaux de télévision brésiliens, à l'exception de Rede Globo et RedeTV! En 2010, il a accepté de retourner à SBT, où il a travaillé de 1981  à 1984. En décembre 2016, il a annoncé qu'il quitterait SBT à 2017, mais son contrat a été renouvelé en janvier de la même année.